# Fritton and St Olaves
Fritton and St Olaves – civil parish w Anglii, w hrabstwie Norfolk, w dystrykcie Great Yarmouth. Leży 25 km na południowy wschód od Norwich i 167 km na północny wschód od Londynu. Civil parish liczy 543 mieszkańców.